# حسین علی ثجیل
حسین علی ثجیل (انگلیسی: Hussein Ali Thajil؛ زادهٔ ۱ ژوئیهٔ ۱۹۵۸) بازیکن فوتبال اهل عراق بود.
وی همچنین در تیم ملی فوتبال عراق بازی کرده‌است.